# Mémorial des Siècles

Le Mémorial des Siècles est une collection historique à caractère encyclopédique publiée sous la direction de Gérard Walter chez l'éditeur Albin Michel pendant une douzaine d'années. Elle se composait de deux volumes par siècle du Ier au XXe siècle, présentant respectivement les « Événements » et le « Hommes » jugés les plus caractéristiques de chaque siècle des deux premiers millénaires. Les sujets de chaque ouvrage, préfacé par Georges Walter, étaient présenté par un auteur dont Gérard Walter lui-même pour plusieurs sujets et comportaient une importante partie réservée à la documentation notamment des extraits d'auteurs contemporains de la période considérée. Le projet qui prévoyait, de ce fait la publication de 40 ouvrages, ne sera pas mené à terme à la suite de la mort de son directeur en 1974.

## Plan d'ensemble

### Les événements
- Ier siècle : La Ruine de Jérusalem
- IIe siècle : Les Persécutions chrétiennes
- IIIe siècle : La Montée des Sassanides et l'Heure de Palmyre par Jean Gagé, 1965
- IVe siècle : Le Désastre d'Andrinople
- Ve siècle : Le Sac de Rome par André Piganiol, 1964
- VIe siècle : La Conquête de l'Italie par les Lombards par Gianluigi Barni 1975  (ISBN 222600071-2)
- VIIe siècle : La Naissance de l'État arabe
- VIIIe siècle : L'Islam à l'assaut de l'Occident
- IXe siècle : Les Invasions normandes en France par Johannes Steenstrup, 1969
- Xe siècle : La Naissance du Saint-Empire par Robert Folz, 1967.
- XIe siècle : La Conquête de l'Angleterre par les Normands par André Maurois, 1968
- XIIe siècle : La Conquête de la Terre Sainte par les Croisés par René de La Croix de Castries, 1973
- XIIIe siècle : Les Invasions mongoles
- XIVe siècle : La Guerre de Cent Ans par Antoine de Lévis-Mirepoix, 1973
- XVe siècle : La Découverte du Nouveau Monde par Jean Cassou, 1966
- XVIe siècle : La Réforme Luthérienne
- XVIIe siècle : La Révolution anglaise par Gérard Walter, 1963
- XVIIIe siècle : La Révolution française par Gérard Walter, 1967
- XIXe siècle : Les Révolutions de 1848 par Jacques Godechot, 1971
- XXe siècle : La Révolution russe par Gérard Walter, 1972

### Les hommes
- Ier siècle : Saint Paul par Édouard Dhorme, 1965
- IIe siècle : Marc Aurèle
- IIIe siècle : Dioclétien
- IVe siècle : Constantin
- Ve siècle : Attila
- VIe siècle : Justinien
- VIIe siècle : Mahomet par Francesco Gabrieli, 1965
- VIIIe siècle : Charlemagne par Georges Tessier, 1967
- IXe siècle : Alfred roi d'Angleterre
- Xe siècle : Hugues Capet roi de France par Édouard Pognon, 1966
- XIe siècle : Grégoire VII
- XIIe siècle : Saint Bernard par Zoé Oldenbourg, 1970
- XIIIe siècle : Saint-Louis, roi de France par Antoine de Lévis-Mirepoix, 1970
- XIVe siècle : Tamerlan par Marcel Brion, 1972
- XVe siècle : Mahomet II le Conquérant
- XVIe siècle : Charles-Quint par Salvador de Madariaga, 1969
- XVIIe siècle : Louis XIV par Georges Mongrédien, 1963
- XVIIIe siècle : Frédéric II roi de Prusse par Pierre Gaxotte, 1967
- XIXe siècle : Napoléon par Jacques Godechot, 1969
- XXe siècle : Lénine par Gérard Walter préface de Léonid Brejnev, 1973

## Articles liés
- Gérard Walter
- Albin Michel